# Tose socken
Tose socken i Bohuslän uppgick under 1500-talet i kyrkligt hänseende i Svarteborgs socken, men kvarstod som jordebokssocken till 1888.
Vid mitten av 1800-talet var socknen upptagen i jordeböckerna till ett förmedlat hemmantal av 18 3/4, och oförmedlat 21 1/4 mantal.